# Хари Гунарто
Ха́ри Гуна́рто  (индон. Hary Gunarto; род. 1954, Суракарта, Центральная Ява)  — индонезийский учёный-исследователь и профессор Азиатско-Тихоокеанского университета Рицумэйкан, Япония. Он окончил Университет Висконсин-Мадисон со степенью магистра и Университет штата Вашингтон со степенью доктора философии в области электротехники и вычислительной техники в 1988 году. Его специализация — компьютерные сети, компьютерное программирование, цифровые медиа-технологии и цифровое сохранение объектов всемирного наследия ЮНЕСКО.

## Почести и награды
- Стипендия СУПЕРСЕМАР, Университет Гаджа Мада, 1975—1978.
- Академическое превосходство, факультет естественных наук и математики, Университет Гаджа Мада. 1978.
- Выдающийся исследователь, Университет Гаджа Мада, Индонезия, 1990.
- Награды за выдающиеся достижения в области преподавания от Министерства образования и культуры Индонезии, 1990.
- Сатьяланчана Карья Сатья, награда за академические заслуги  от президента Республики Индонезия в 1999 году.

## Публикации
- Машинный перевод на основе приложений на интеллектуальных медиа-устройствах — обзор, Journal of Computing and Cybernetics Systems, Vol. 13 № 1. С. 95-104, 2019.
- Параметрический и непараметрический анализ данных для социальных исследований: IBM SPSS, ISBN 978-620-0-11872-1, 2019.

## Книги
- Промышленный протокол связи FMS, UMI, Анн-Арбор, Мичиган (1988). Также в книге Google и Proquest.
- Visual Basic для обработки информации (разделы книги), Bunrindo Publication Company, Япония (2000)
- Введение в C++.Net и C#.Net с простой обработкой данных, Andi Publisher (2004)
- Сборник задач компьютерного программирования на Visual C#.Net, Tech Publication, Сингапур (2007)
- Глоссарий терминов в области информационных технологий и компьютеров: английский, индонезийский и малайский, публикация Tiara Wacana (2017)